# Musiktruppen Guran
Musiktruppen Guran, senare endast Guran, var en musikgrupp inom proggrörelsen som bildades i Lund, men i mitten av 1970-talet slog sig med i Billinge.
Gruppen bildades i början av 1970-talet som ett bluesband, Blues Machine, som bland annat spelade på den första Folkfesten i Malmö 1971, men bytte senare namn till Musiktruppen Guran. Medlemmar var då Anne Winqvist (sång), Roland Svensson (sång, bas), Per-Arne Persson (gitarr, munspel), Krister Anderberg (gitarr), Björn Engström (gitarr), Lars Franzén (bas), P.H. Scott (trummor) och Bert Mellblom (percussion). Kort efter utgivningen av det andra albumet ombildades gruppen till Josef K. Band, som också gav ut skivor på Amalthea.

## Diskografi
- 1976 – Musiktruppen Guran (MNW 69P)
- 1979 – I sista minuten	(Amalthea AM9)